# Ancylis anthracaspis
Ancylis anthracaspis is een vlinder uit de familie van de bladrollers (Tortricidae). De wetenschappelijke naam van de soort is voor het eerst geldig gepubliceerd in 1931 door Edward Meyrick.

## Type
- lectotype: "male"
- instituut: BMNH. Londen, Engeland
- typelocatie: "China, Kwanshien"